# Hervormde kerk (Middenbeemster)
Hervormde kerk (ook wel Kerk in de Midden, Keyserkerk, Beemsterkerk) is een kerk gelegen aan de Middenweg 148 in het Noord-Hollandse Middenbeemster. De ruime rechthoekige zaalkerk in renaissancestijl is gebouwd van 1618 tot 1626 naar plannen van Hendrick de Keyser, H. Staets en C. Danckertsz. De toren was in 1621 gereed. Hierna bouwde men pas het schip dat in 1623 af kwam. In 1626 zijn er aan weerszijden van de toren dienstruimten toegevoegd. Het mechanische torenuurwerk van Eijsbouts kreeg in de loop der tijden een elektrische winding. In 1661 ontwierp en bouwde Pieter Post de karakteristieke torenbekroning. In de loop der tijden plaatste men houten herenbanken en gebrandschilderde ramen. In de 19e eeuw werden de ramen verwijderd om de kerk meer licht te geven.
In 1943 is de klok door de Duitse bezetters gevorderd en afgevoerd. In 1953 maakte firma Van Bergen uit Heiligerlee een nieuwe klok, betaald uit beschikbaar gekomen geld van de plaatselijke gaarkeuken. Deze klok kreeg de volgende tekst: "De Duitser maakte van de klok, die ik verving een oorlogswapen. Doch Beemster heeft na ’s vijands val uit oorlogskost mijn spijs geschapen".
Van 1950 tot 1959 vond een grote restauratie plaats onder leiding van C.W. Royaards, en in 2004 volgde een verdere herstelling.
In 2012 is aan de zuidzijde van deze kerk een groot multifunctioneel bijgebouw neergezet, bedoeld om plaats te bieden aan o.a. vergaderruimtes en sanitaire voorzieningen. Tijdens de bouw vond men in de grond resten van een voormalige begraafplaats. De stoffelijke resten van zo'n 400 skeletten werden onderzocht de Universiteit Leiden.

## Interieur
Het tweeklaviers orgel met vrij Pedaal is in 1908 vervaardigd door fa L. van Dam en Zonen met gebruikmaking van materiaal van P. Flaes. Het orgel verving een eerder exemplaar, een zogenaamde Strümphler-orgel, uit 1784.
In de kerk bevinden zich:
- 17e eeuw: preekstoel, doophek en banken
- 18e/19e eeuw: twee koperen lezenaars, doopbekkenhouder (met bekken), zandloperhouder (met zandloper) en doopboog

Het interieur is in 1847 gewijzigd, onder meer door verplaatsing kansel en dooptuin en de bouw van galerijen. Van 1954-1959 vond een restauratie plaats waarbij het oorspronkelijke 17de-eeuwse interieur hersteld is.

## Foto's

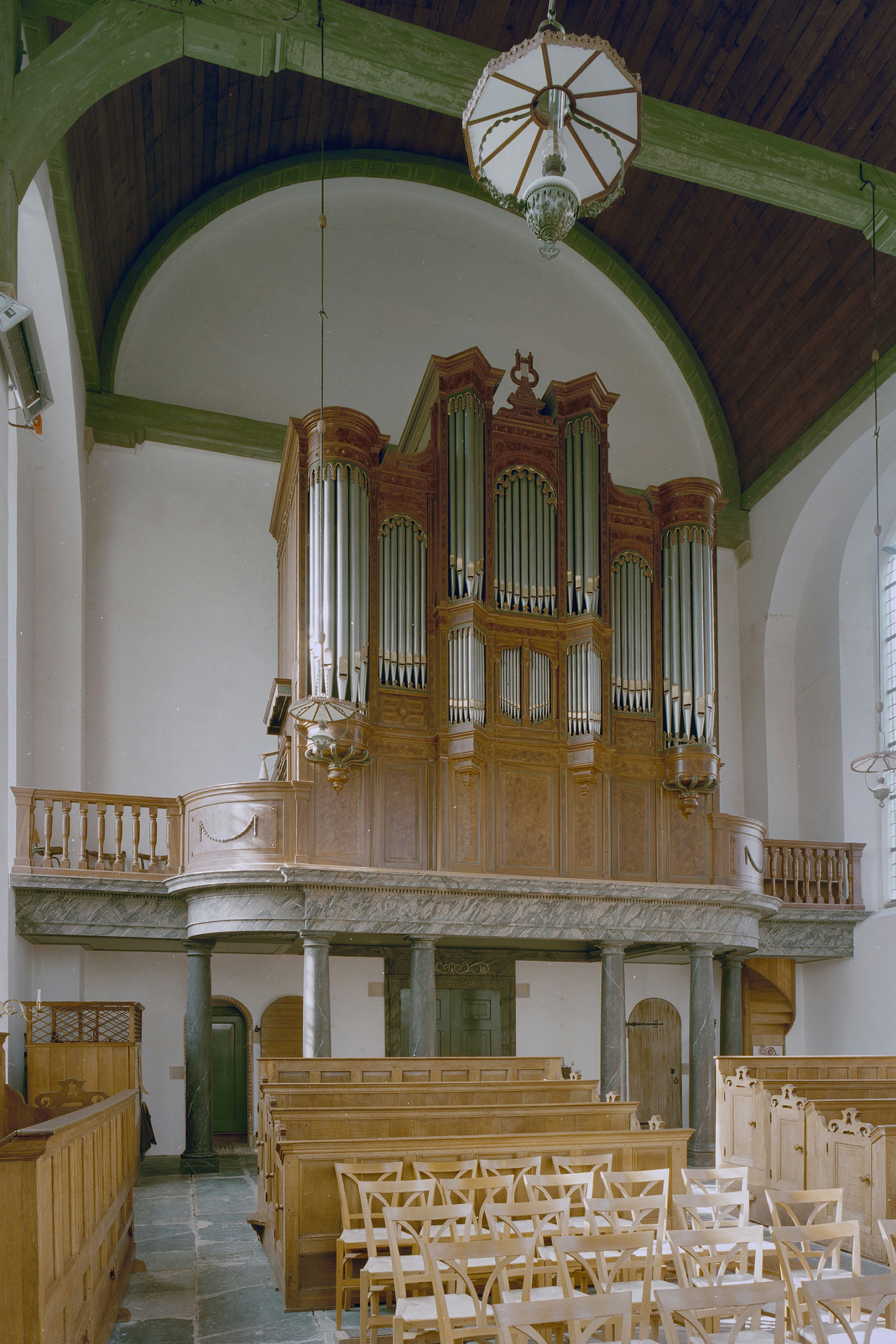
Orgel
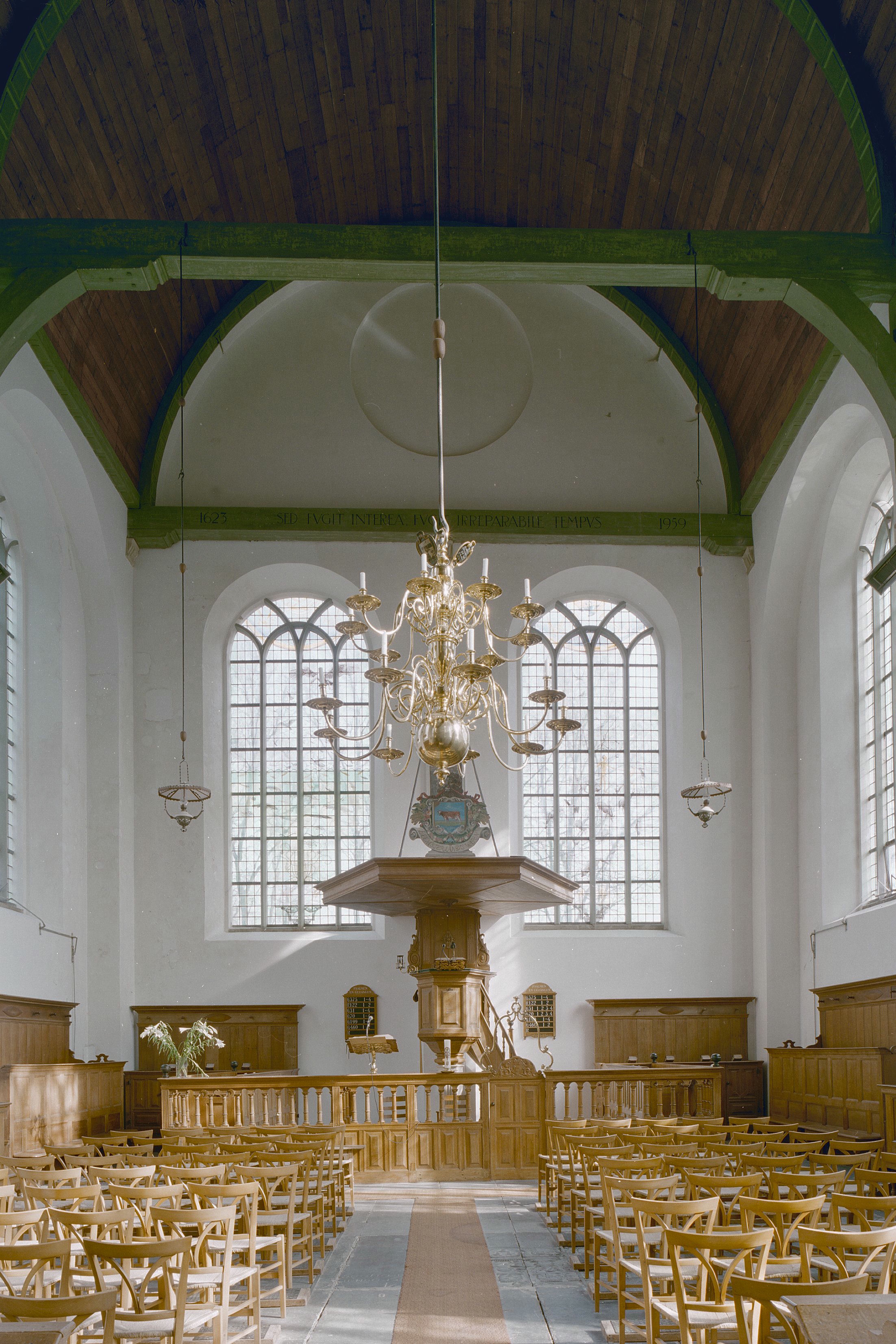
Preekstoel
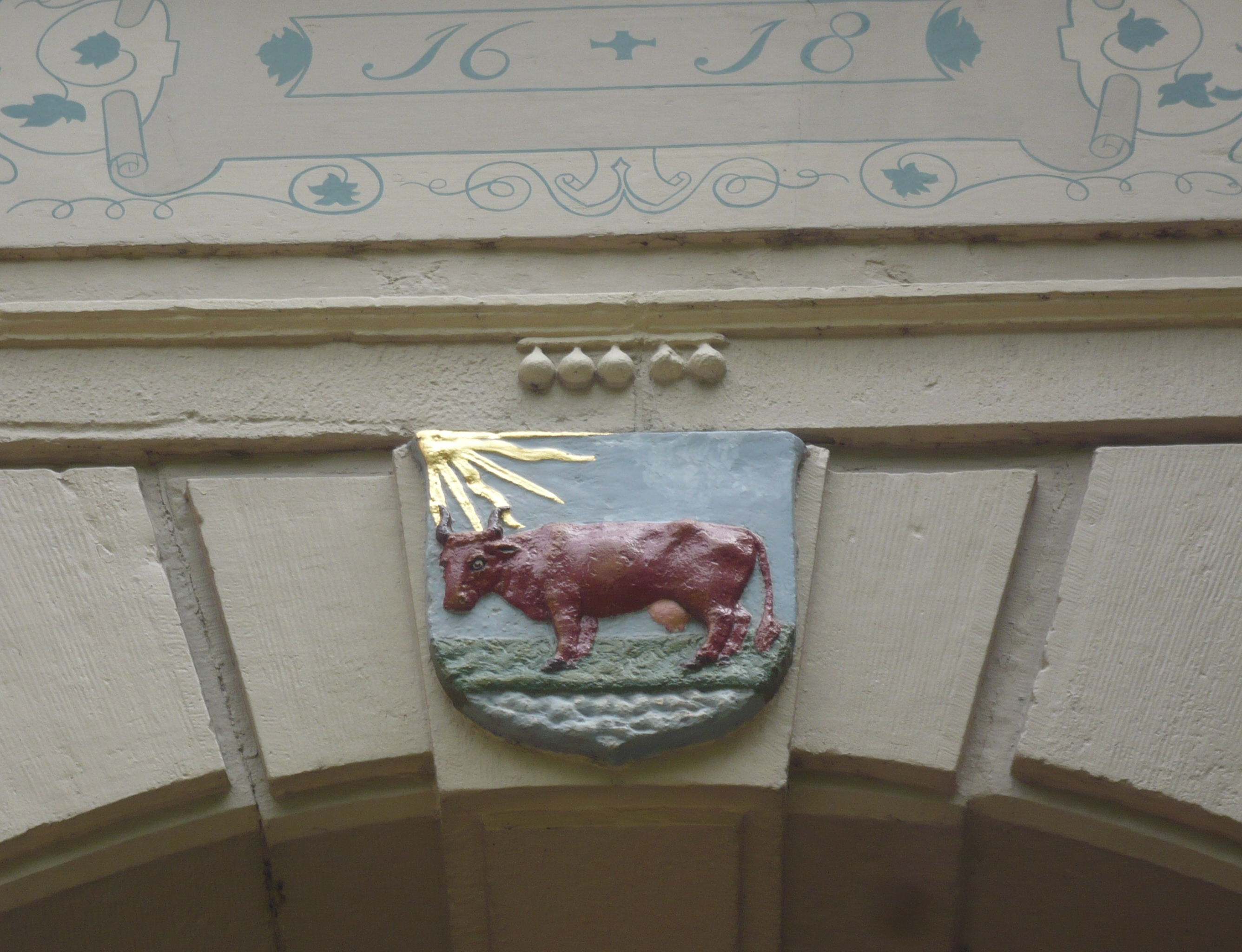
Gevelsteen